# Train Protection & Warning System
Train Protection & Warning System (TPWS) je zabezpečovací zařízení britských železnic, jehož úkolem je bezpečné zastavení vlaku, který projel návěst zakazující jízdu. Je rozšířeno po celé síti, včetně tratí, kde je instalován systém ATP (automatic train protection).
Na rozdíl od ATP není účelem tohoto zařízení zastavit vlak před návěstidlem zakazujícím jízdu, ale až v úseku za návěstidlem. Při zabezpečení jízdy vlaků je zajištěna volnost tohoto úseku. Podle britského úřadu pro zdraví a bezpečnost je TPWS schopný zabránit 65–80 % nehod, kterým by zabránil ATP.
TPWS je zařízení dočasné, jehož funkci převezme ATP poté, co bude instalováno v celé síti. Standardní verze TPWS je plně účinný až do rychlosti 120 km/h, vylepšená verze TPWS+ je použitelná až do rychlosti 160 km/h a bude umístěna na cca 400 nebezpečných místech v síti. Pokud se použije ve vhodné kombinaci se staničním nebo traťovým zabezpečovacím zařízením, jako například 'double blocking', což znamená, že již návěstidlo kryjící traťový oddíl, který se nachází před obsazeným oddílem návěstí stůj, dá se použít pro jakoukoli rychlost.

## Princip činnosti

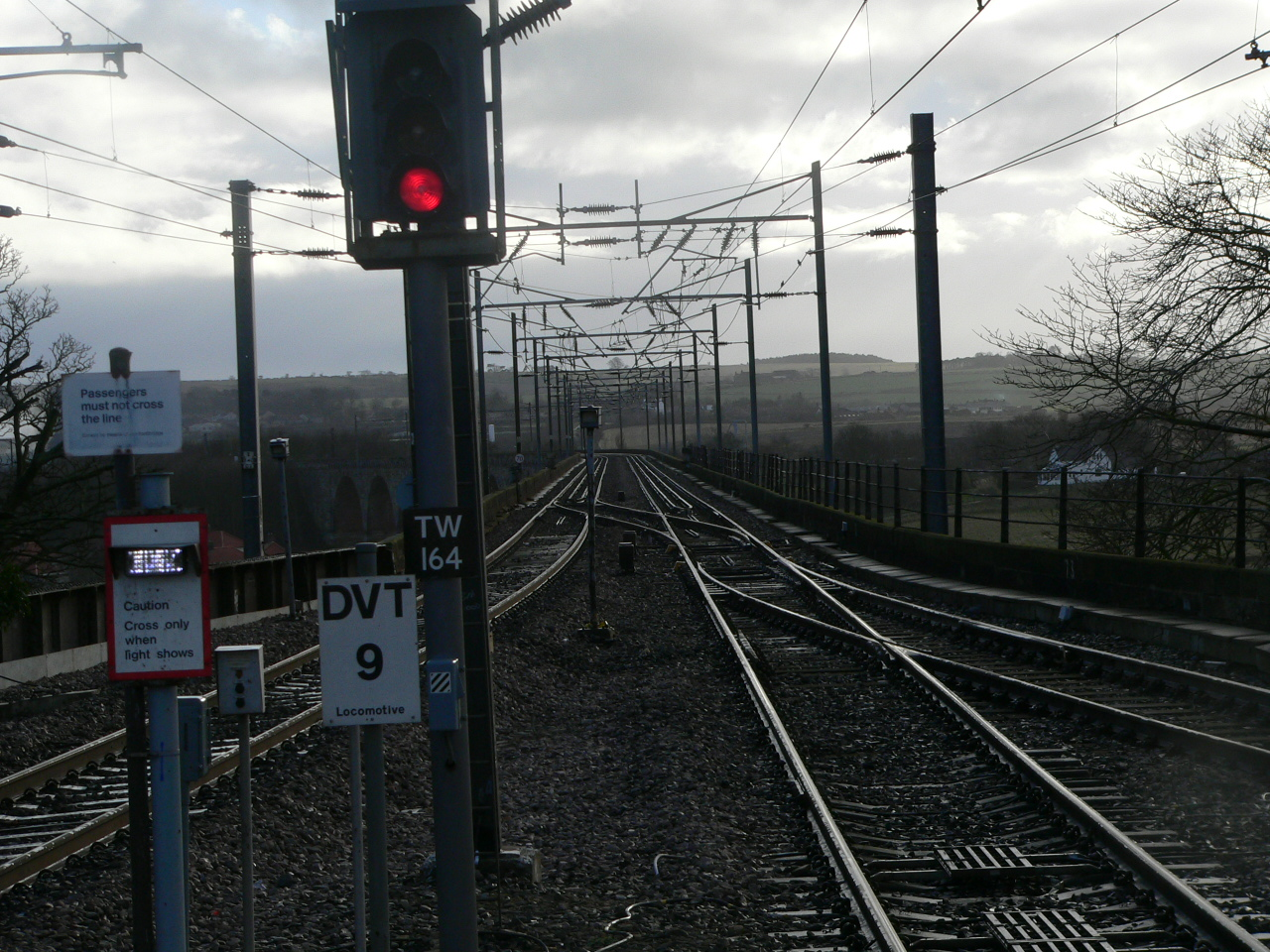
Smyčky TSS a smyčka OSS v Berwick-upon-Tweed – v koleji napravo od návěstidla

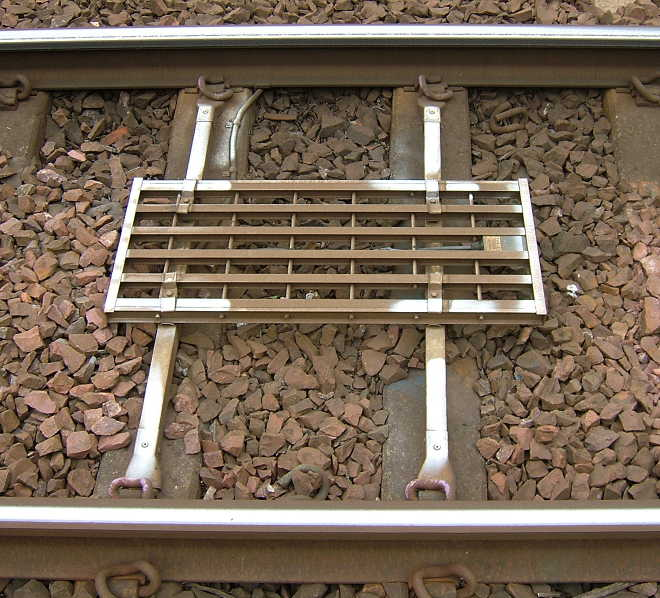
Detailní pohled na smyčku TPWS

### Zařízení na straně koleje
Standardní instalace TPWS obsahuje dva páry smyček – jeden ve vzdálenosti před návěstidlem, která odpovídá zábrzdné vzdálenosti pro traťovou rychlost v tomto úseku, druhý v úrovni návěstidla. Každý pár obsahuje dvě smyčky – budící a spouštěcí. Pokud návěstidlo zakazuje jízdu, jsou tyto smyčky nabuzeny.
První pár tvoří čidlo překročení rychlosti (Overspeed Sensor System – OSS). Je umístěn v závislosti na traťové rychlosti ve vzdálenosti 50–450 m před návěstidlem. Vzdálenost mezi oběma smyčkami je taková, aby při dodržení předepsané rychlosti nedošlo k překonání této vzdálenosti v čase kratším, než nastaveném (cca 1 s), jinak dojde k samočinnému zastavení vlaku.
Budící smyčka (Arming Loop) pracuje na frekvenci 64,25 kHz, spouštěcí smyčka (Trigger Loop) na frekvenci 65,25 kHz.
Druhý pár smyček je zastavovací (Train Stop System – TSS). Tvoří jej dvě smyčky těsně u sebe umístěné v úrovni návěstidla. Budící smyčka zde pracuje na frekvenci 66,25 kHz, spouštěcí na frekvenci 65,25 kHz. Pokud vozidlo přejede přes tyto cívky, dojde k samočinnému zabrzdění. 
Při průjezdu opačným směrem vozidlová část na zařízení TPWS nereaguje. V případě poruchy atd. má strojvedoucí možnost překonat TSS, omezení OSS překonat nelze.
Pro jízdu po nesprávné koleji se používají lehce odlišné frekvence – 64,75; 65,75 a 66,75 kHz.

### Vozidlová část
Anténa umístěná pod vozidlem snímá frekvence ze smyček umístěných v koleji. Při průjezdu nad budící smyčkou OSS se začne měřit časový interval (cca 1 s). Pokud anténa přijme v tomto intervalu frekvenci spouštěcí smyčky, dojde k zabrzdění vlaku. Stejně tak dojde k zabrzdění vlaku při příjmu frekvencí TSS. Pokud vlak přejede OSS (nepřekročí stanovenou rychlost), zastaví jej TSS ve volném úseku za návěstidlem.

### Varianty
V některých případech není OSS vázán na polohu návěstidla – slouží k dodržení omezení traťové rychlosti. Podobně může sloužit i k omezení rychlosti při vjezdu na kusou kolej. Vzhledem k omezené rychlosti mohou být u zarážedel použity menší smyčky. 

## Omezení
TPWS nemá možnost omezit rychlost vlaku po projetí návěstidla v poloze stůj podle předpisových ustanovení. V takovém případě nemůže zabránit nehodě.

## Použití
TPWS je používán ve 
- Spojeném království a v Severním Irsku spolu s AWS a se zkrácenými úseky za návěstidly
- Victorii (Austrálie) bez AWS, avšak úseky za návěstidly v plné délce